# 格洛代亞努瑟拉特鄉
44°52′N 26°39′E / 44.867°N 26.650°E
格洛代亞努瑟拉特鄉（羅馬尼亞語：Comuna Glodeanu Sărat, Buzău），是羅馬尼亞的鄉份，位於該國東南部，由布澤烏縣負責管轄，面積59平方公里，海拔高度61米，2007年人口4,412，人口密度每平方公里75人。